# Joseph de Jussieu
Joseph de Jussieu (* 3. September 1704 in Lyon; † 11. April 1779 in Paris) war ein französischer Arzt und Botaniker. Sein offizielles botanisches Autorenkürzel lautet „J.Juss.“.

## Leben und Wirken
Jussieu ist ein Sohn des Apothekers Laurent de Jussieu (1651–1718) und dessen Frau Lucie Cousin († 1753). Er ist der jüngste Bruder von Christophe de Jussieu (1685–1758), Antoine de Jussieu und Bernard de Jussieu. Jussieu studierte Medizin in Paris und machte 1733 dort seinen Abschluss.
Er begleitete die im Auftrag von Ludwig XV. 1735 aufgebrochene Expedition zur Längenmessung eines Breitengrades (siehe Hauptartikel Gradmessung und Meridianbogen) als offizieller Botaniker, was ihn über Martinique und Santo Domingo schließlich nach Peru führte.
Er sammelte um Quito und Lima Pflanzen, von denen er Proben und Samen noch Paris schickte. Beispielsweise sandte er an seinen Cousin Antoine-Laurent de Jussieu Blätter des Cocastrauches. Er ist auch für die Einführung von Heliotropium peruvianum verantwortlich. In der Umgebung von Loxa studierte er gemeinsam mit Charles-Marie de la Condamine Chinarindenbäume. Trotz seiner umfangreichen Pflanzensammlung stammt von Jussieu keine gültige Erstbeschreibung. Er steuerte zur Taxonomie nur den Namen für die 1785 von Lamarck beschriebene Pflanzengattung Cantua aus der Familie der Sperrkrautgewächse bei.
Nach 15 Jahren Sammeltätigkeit in Peru wurde er durch seinen Diener seiner Sammlungen beraubt. 1771 kehrte Joseph de Jussieu gesundheitlich stark angeschlagen und geistig verwirrt nach Frankreich zurück.

## Ehrungen
Am 24. Dezember 1742 wurde Jussieu in die Académie des sciences aufgenommen.
William Houstoun benannte ihm und seinen Brüdern Antoine de Jussieu und Bernard de Jussieu zu Ehren eine Pflanzengattung Jussieva. Carl von Linné stellte diese jedoch zu Jatropha und benannte nach ihnen die Gattung Jussiaea der Pflanzenfamilie der Nachtkerzengewächse (Onagraceae).
Auch der Asteroid (9470) Jussieu wurde ihm und Antoine-Laurent, Bernard und Adrien-Henri-Laurent de Jussieu zu Ehren benannt.

## Schriften
- Quaestio medica […] An in reactionis actionisque aequalitate, oeconomia animalis? 1733 (Digitalisat) – Dissertation unter Paul-Jacques Malouin.

postum
- Description de l’arbre à quinquina. Mémoire inédit de Joseph de Jussieu (1737). Paris 1936 (Digitalisat) – übersetzt von Frédéric-Jérôme Pancier.